# Nagyagysarló
A nagyagysarló (falx cerebri) a dura maternek egy sarló alakú redője, amely a középsíkban a két agyfélteke között helyezkedik el.

## Csontos rögzülése
Elülső keskeny vége csontos tarajokon a (crista frontalis internán) és a (crista gallin) rögzül. Széles hátsó része a középvonalban a kisagysátor (tentorium cerebelli) felső felszínével kapcsolódik össze. A felső nyílirányú vénás öböl (sinus sagittalis superior) felső rögzített szélében fut; az alsó nyílirányú vénás öböl (sinus sagittalis inferior) az alsó, konkáv szabad szélében fut; és az egyenes öböl (sinus rectus) pedig a kisagysátorral való kapcsolódása mentén.

## Lásd még
- Agyhártyák
- Kisagysátor
- A központi idegrendszer vérellátása